# Saint-Genix-sur-Guiers
Saint-Genix-sur-Guiers korábbi község (település) Franciaországban, Savoie megyében. 2019. január 1-jén Gresin és Saint-Maurice-de-Rotherens községgel egyesült és Saint-Genix-les-Villages új község része lett.
Lakosainak száma 2361 fő (2018. január 1.). Saint-Genix-sur-Guiers Brégnier-Cordon, Aoste, Romagnieu, Avressieux, Belmont-Tramonet, Champagneux, Gresin és Rochefort községekkel határos.

## Népesség
A település népessége az elmúlt években az alábbi módon változott:
| Lakosok száma | 2341 | 2384 | 2428 | 2368 | 2361 |
|               | 2013 | 2015 | 2016 | 2017 | 2018 |